# Shorts

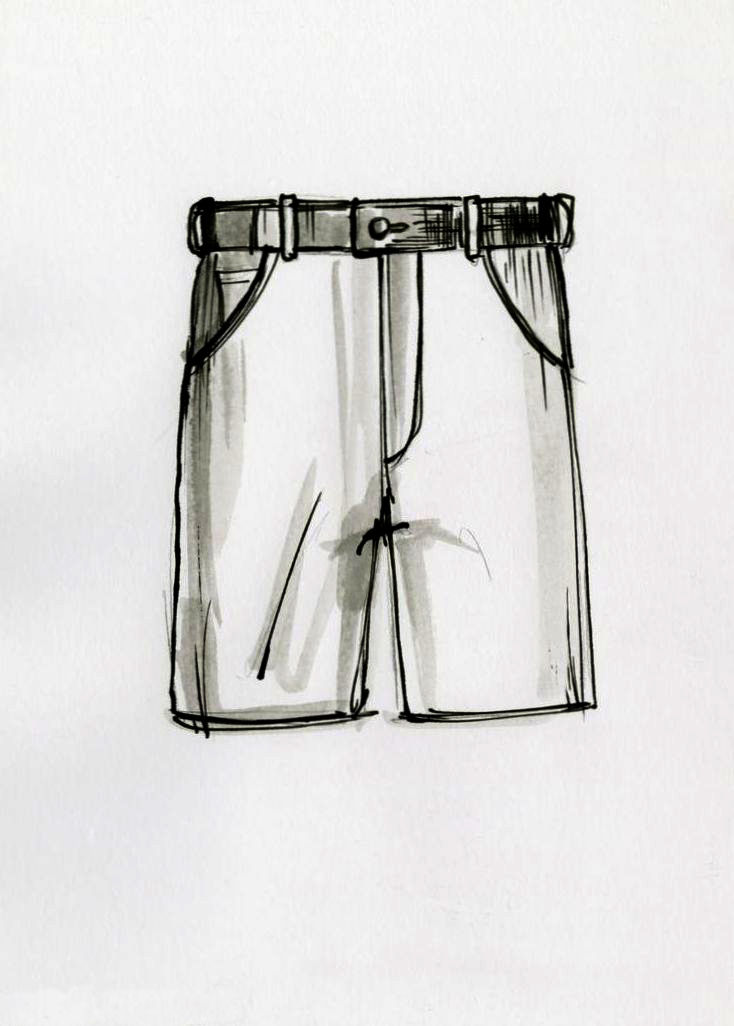
Klassische Shorts

Shorts (Pluralwort; von englisch short ‚kurz‘) sind kurze, sportliche Hosen.

## Geschichte
Im 19. und frühen 20. Jahrhundert wurden kurze Hosen in Europa überwiegend von Jungen bis zum 14. Lebensjahr getragen, manchmal auch von Männern, so etwa die Lederhose. Zu Beginn des 20. Jahrhunderts beeinflussten verschiedene Entwicklungen die Hosenmode: Während des Ersten Weltkriegs begannen die Soldaten der britischen Marine auf den Bermuda-Inseln ihre Khakihosen kurz zu tragen, woraus die Bermuda-Shorts entstanden. In den 1920er Jahren trugen die ersten Schwimmsportler, darunter Johnny Weissmuller und Duke Kahanamoku, kurze Schwimmhosen der Jantzen Knitting Mills. Seit den 1930er Jahren fanden solche und ähnliche Shorts Verbreitung in der Sportmode, beim Wandern und im Urlaub. Ab den 1940er Jahren stellten Schneiderinnen und Schneider auf Hawaii individuelle, kurze Shorts für die Surfer vor Ort her, meist aus baumwollenem Leinwandgewebe. 1965 fertigte der australische Surfer Dick Ash weit geschnittene, bis zu den Knien reichende Shorts für den Surfsport aus Baumwollsegeltuch, die er mit einfarbigen Hibiskus-Motiven bedruckte. Das Motiv (Okanui) und der Schnitt verbreitete sich in den darauffolgenden Jahrzehnten in zahlreichen Trendsportarten, unter anderem durch Marken wie Rip Curl, Quiksilver und Billabong. Trotzdem galt es in den 1950er Jahren noch in der Öffentlichkeit für Männer und Frauen als unschicklich kurze Hosen zu tragen. Erst durch die aufkommenden Jugendkulturen fanden kurze Hosen weitere Verbreitung, so etwa im Rock ’n’ Roll durch Marlon Brando. In der Hippie-Szene der 1960er Jahre wurden selbst abgeschnittene Jeansshorts für Frauen und Männer modern. Auch in der Disco-Mode der 1970er und 1980er Jahren gehörten Shorts und Hot Pants zur Bekleidung. In den 1990er Jahren kamen durch die Hip-Hop-Mode weitere und längere Baggy Shorts in Mode.
Heute werden Shorts zunehmend von allen Menschen als Sommerbekleidung getragen.
Spezifische Shorts sind unter anderem
- Bermuda-Shorts
- Boxershorts
- Badeshorts
- Retropants
- Hot Pants
- Radhose
- Turnhose

Kurze Varianten gibt es außerdem von zahlreichen Hosen, so etwa Cargoshorts, Chinoshorts, Latzshorts oder Jeansshorts.

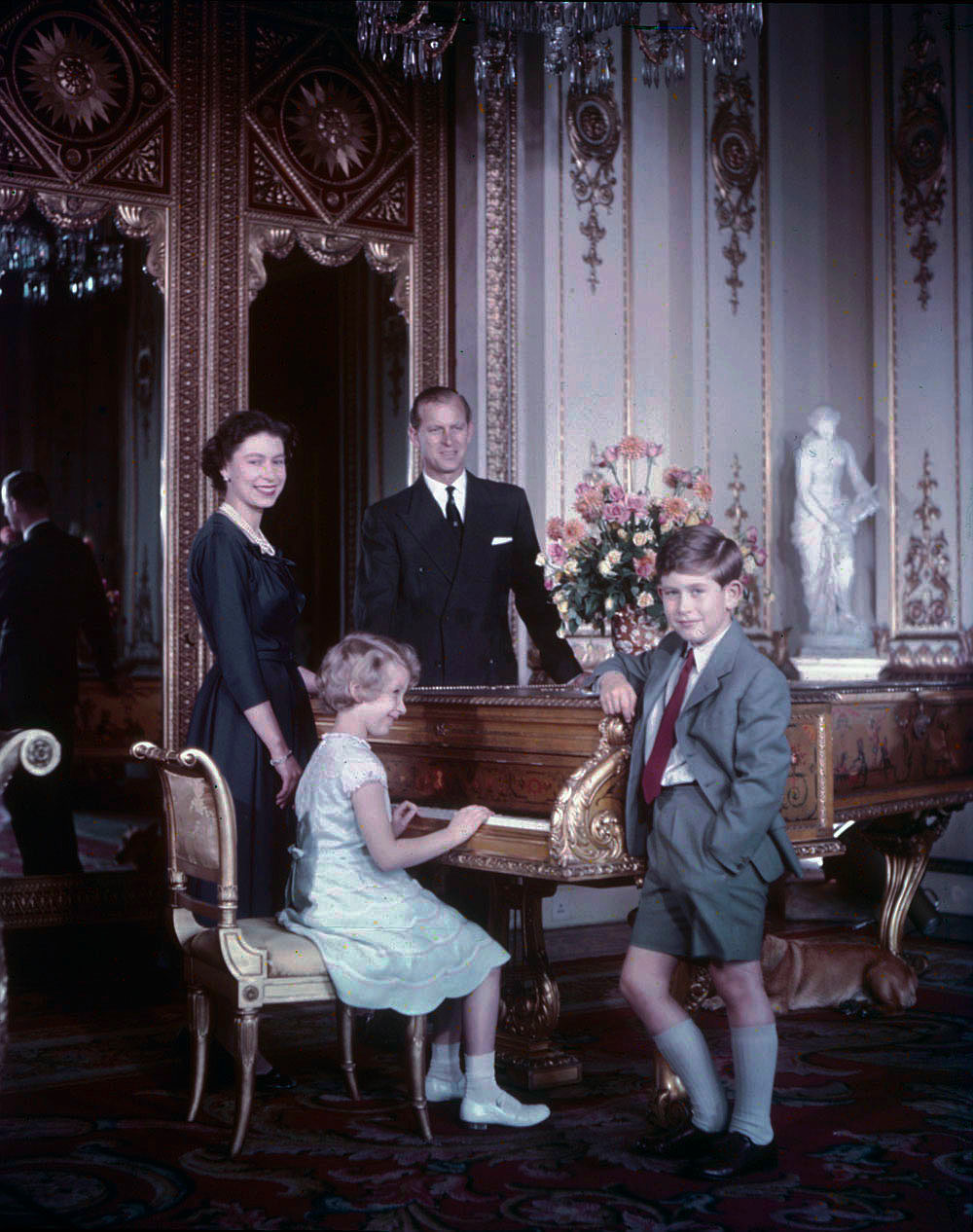
Prinz Charles (vorne) als Junge in Bermuda-Shorts, 1957
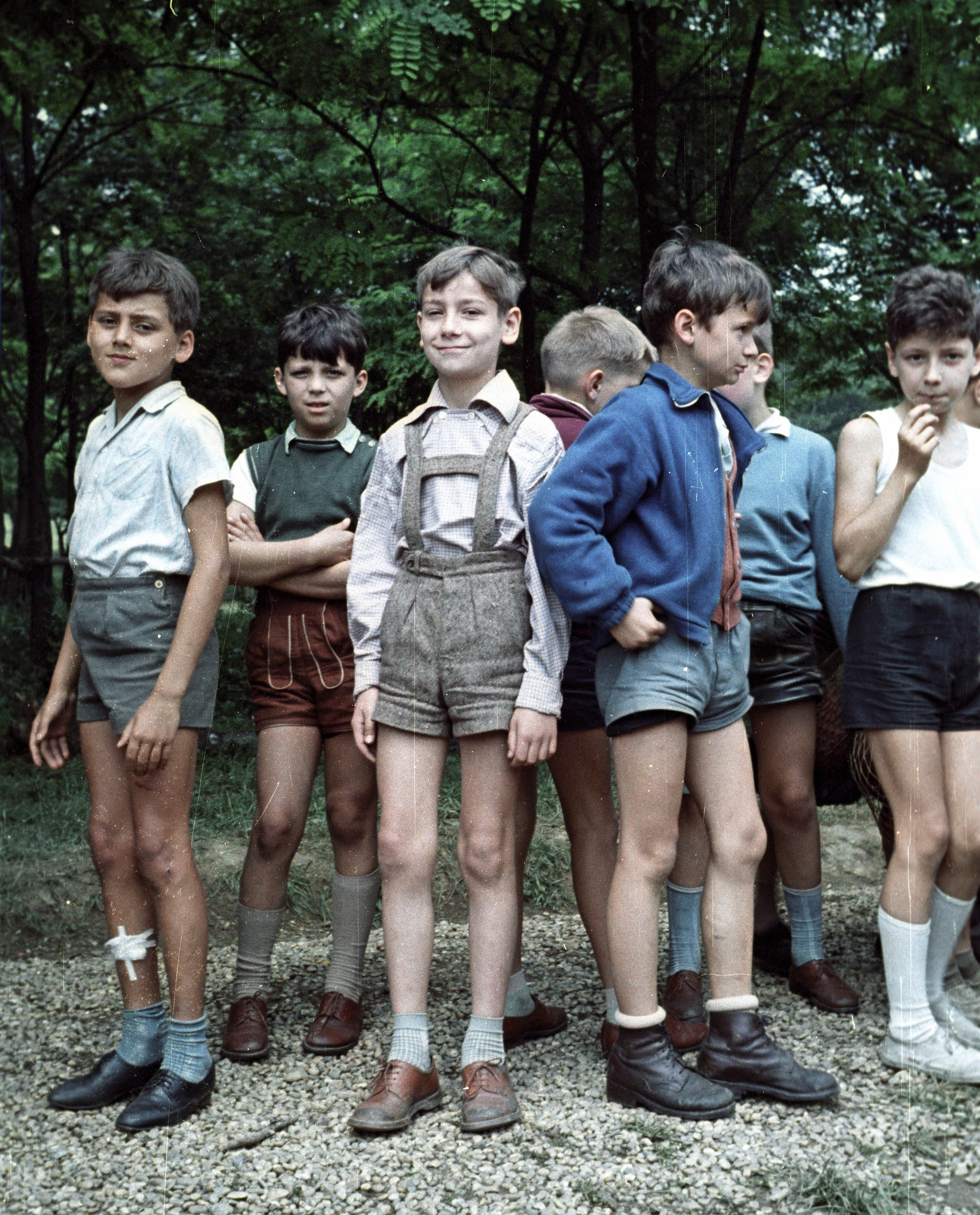
Jungen in kurzen Hosen, Ungarn, 1965
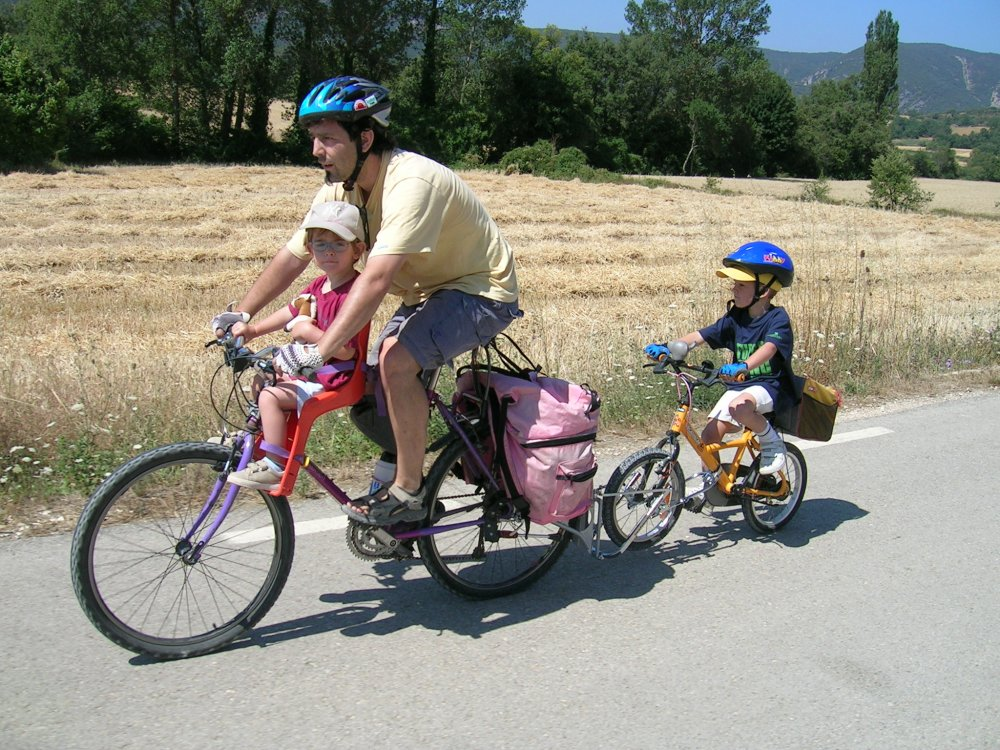
Freizeitkleidung: Erwachsene und Kinder in Shorts, 2005
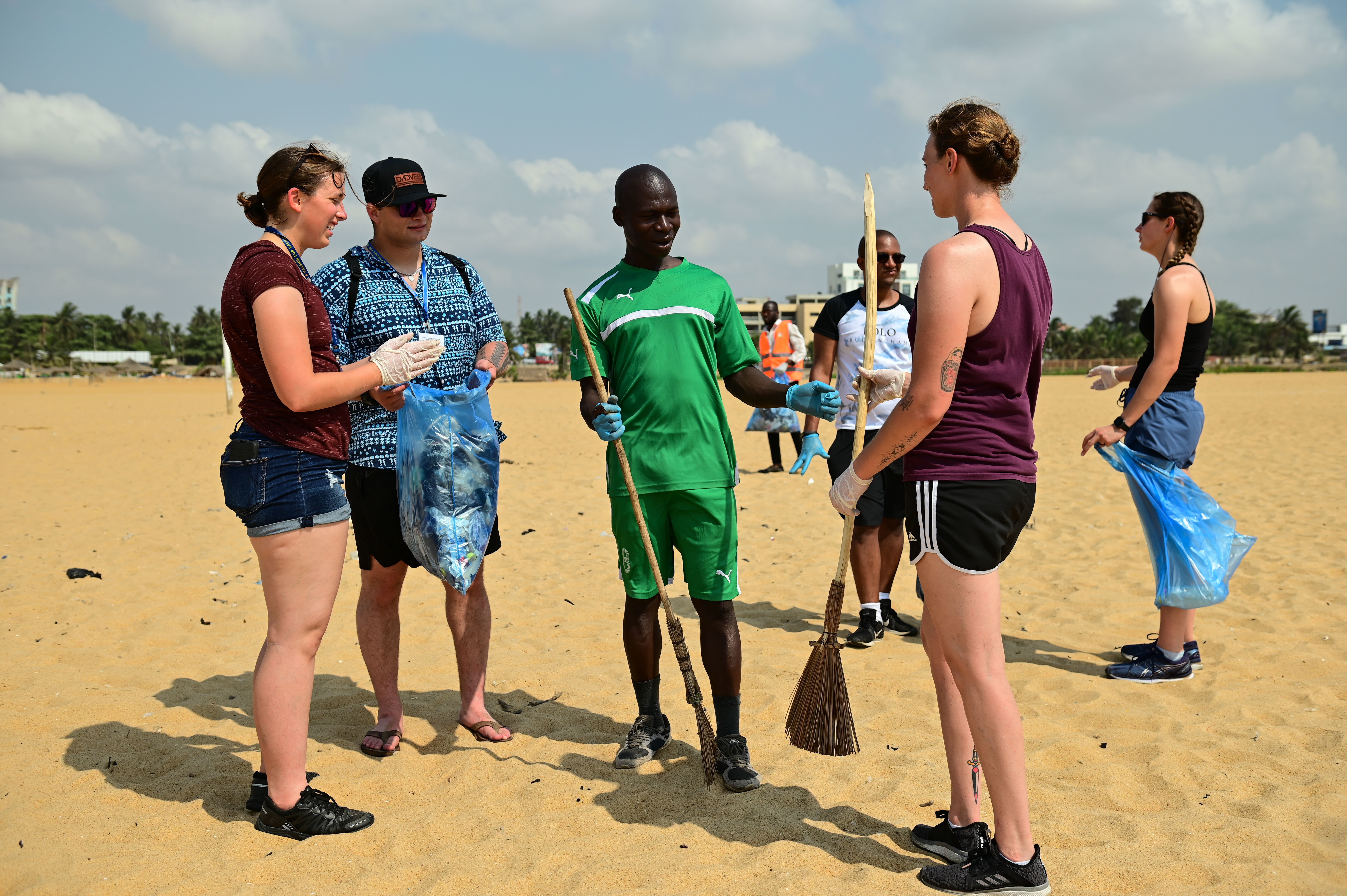
Menschen am Strand von Lomé, Togo, in verschiedenen Shortsvarianten, 2023
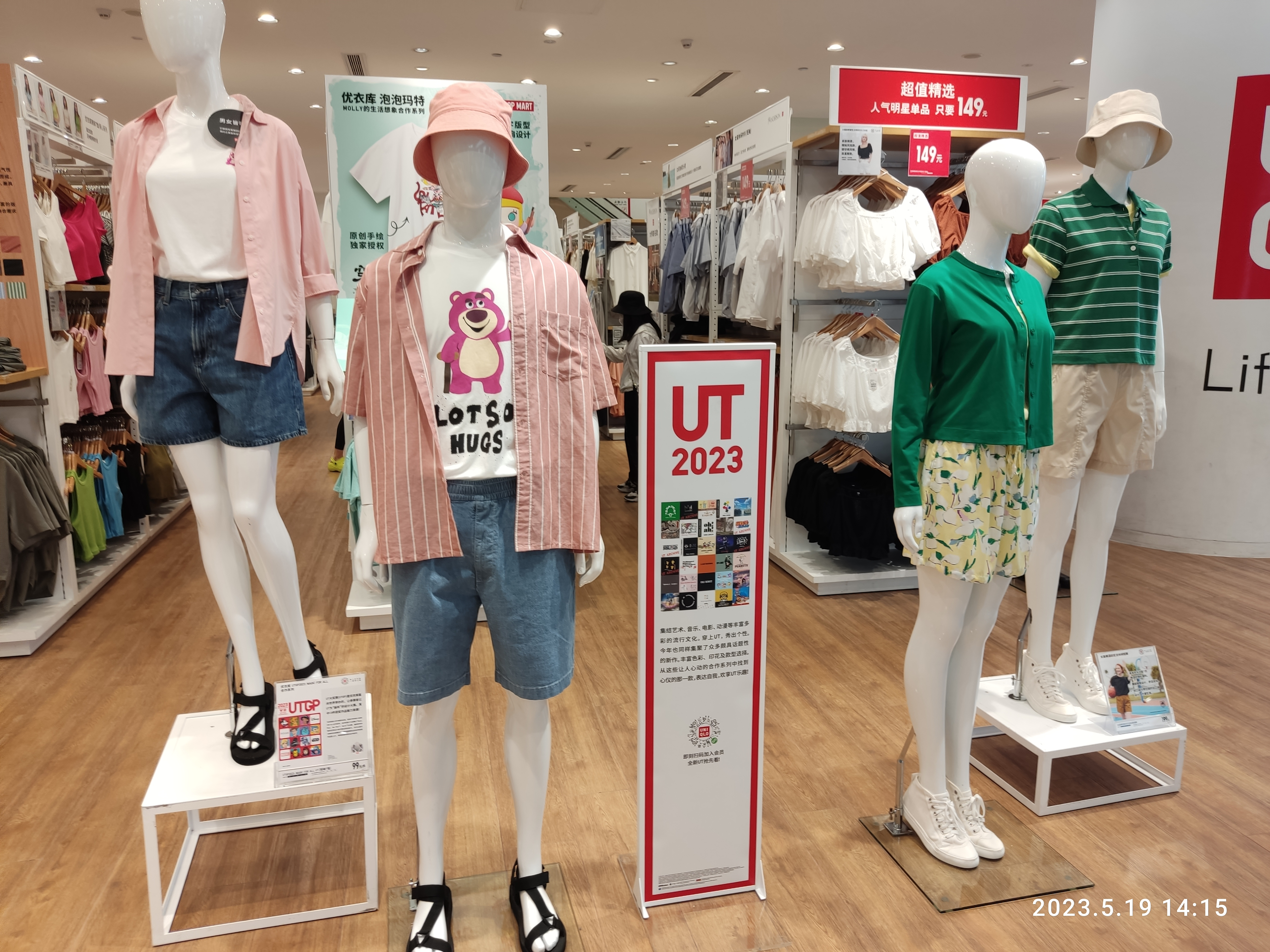
Längere und kürzere Shorts für Männer und Frauen in einem Bekleidungsgeschäft in Shenzen, 2023